# Stazione di Tocco-Castiglione
La stazione di Tocco-Castiglione è una stazione ferroviaria, ubicata sulla ferrovia Roma-Pescara, a servizio dei comuni di Tocco da Casauria e di Castiglione a Casauria.

## Storia
La stazione fu costruita nel 1894.

## Strutture e impianti
La stazione è gestita da Rete Ferroviaria Italiana (RFI). Il fabbricato viaggiatori è a pianta rettangolare, con la presenza di una piccola sala d'attesa dotata di oblitteratrice di biglietti. Il piazzale ferroviario si compone di un unico binario.

## Movimento
A partire dal cambio di orario dell'11 dicembre 2016 in stazione non ferma più alcun treno e la stazione è abbandonata.

## Servizi
- Sala d'attesa
- Servizi igienici